# Seafile
Seafile — відкрита платформа для створення сервісу хмарного зберігання даних, що нагадує по своїй суті Dropbox, але відрізняється можливістю розгортання на власному підконтрольному обладнанні та використанням технологій Git для версійного контролю. Перший стабільний випуск побачив світ у грудні 2012. Початковий код проекту написаний на мові Python і розповсюджується під ліцензією GPLv3, для зберігання метаданих використовується SQLite. Крім серверної частини і клієнта для синхронізації файлів підготовлена реалізація вебінтерфейсу SeaHub і мобільного клієнта Seadroid для платформи Android.
Крім базових функцій зберігання на віддаленому сервері і забезпечення синхронізації даних між комп'ютерами, Seafile надає гнучкі можливості з організації спільної роботи з контентом. Для зручності спільної роботи підтримується створення робочих областей, в яких члени групи можуть розміщувати довільну інформацію, цікаву для учасників групи. Набори файлів можуть об'єднуватися в бібліотеки, до яких може відкриватися доступ для окремих користувачів або груп, а також публічний доступ. Для відстежування зміни файлів в областях спільного доступу, передбачена можливість відправки повідомлень членам групи.
Кожна бібліотека сприймається як окреме сховище і може синхронізуватися між машинами користувача окремо. Клієнтська частина підтримує забезпечення синхронізації даних між локальною директорією і певною бібліотекою в хмарному сховищі. У вебінтерфейсі підтримується функція попереднього перегляду різних типів файлів, можливість обговорення файлів з учасниками групи, прості функції ведення списків завдань і управління проектами.
Кожна бібліотека у сховищі представлена у формі, що нагадує Git-репозиторій. Ця особливість дає можливість використання версійного контролю, в тому числі підтримку доступу до минулих редакцій збереженого контенту, можливість відстежити всі внесені зміни (хто, коли і що міняв), повернути колишній стан файлу або відновити випадково вилучений файл. Для забезпечення конфіденційності даних можливо шифрування на стадії до відправлення інформації на сервер (адміністрація сервера не зможе переглянути вміст, не знаючи пароля). Передача даних між клієнтом і сервером також може вестися з використанням шифрування.
В основі Seafile лежать технології, застосовувані в системі управління початковими текстами Git. При цьому Seafile не залежить від Git і самостійно реалізує потрібні методи, які спрощені і перероблені для виконання завдань автоматичної синхронізації даних, забезпечення поновлення передачі даних у випадку розриву з'єднання і підтримки різних бекендів зберігання на стороні сервера. Дані зберігаються з розбиттям на блоки, що підвищує ефективність зберігання і дає можливість прискорення передачі файлів за рахунок паралельного завантаження блоків з різних серверів зберігання.

## Виноски
1. ↑  Представлен Seafile, Dropbox-подобный сервер хранения на основе технологий Git [Архівовано 13 грудня 2012 у Wayback Machine.] // opennet.ru 10.12.2012